# Dơi bao đuôi nâu đen
Dơi bao đuôi nâu đen  (danh pháp khoa học: Taphozous melanopogon) là một loài động vật có vú trong họ Dơi bao, bộ Dơi. Loài này được Temminck mô tả năm 1841.